# The Baytown Outlaws
The Baytown Outlaws es una película independiente de comedia negra y de acción estrenada en el festival Fantasy Filmfest en Alemania el 29 de agosto de 2012 y el 11 de enero de 2013 en Estados Unidos, su país de origen. Escrita por Barry Battles y Griffin Hood, fue dirigida por Barry Battles y protagonizada por Clayne Crawford, Travis Fimmel, Daniel Cudmore, Eva Longoria y Billy Bob Thornton entre otros.

## Argumento
Los hermanos Brick Oodie (Clayne Crawford), McQueen Oodie (Travis Fimmel) y Lincoln Oodie (Daniel Cudmore) son asesinos a sueldo que trabajan para Henry Millard (Andre Braugher), un sheriff corrupto que los crio y formó en su carrera criminal. Un día los hermanos  deciden empezar a trabajar por su cuenta y aceptan un trabajo para Celeste (Eva Longoria), una hermosa mujer con un pasado oscuro. El trabajo consiste en rescatar al hijo de Celeste, llamado Rob (Thomas Brodie-Sangster), un niño paralítico que se encuentra con su padrastro Carlos (Billy Bob Thornton), un mafioso de mala vida, y que tiene retenido a Rob con intereses económicos de por medio. Una vez rescatado el niño de la custodia de Carlos, los hermanos tendrán que huir con él, mientras Carlos desata una sangrienta cacería tras de ellos con el fin de recuperar el niño. Además de tener a Carlos detrás de ellos,  los hermanos tendrán a un agente federal de la ATF llamado Reese (Paul Wesley), quien les sigue la pista con el fin de capturarlos de cualquier forma posible.

## Producción
El rodaje de la película empezó a mediados de mayo de 2011 con un presupuesto aproximado a $4.000.000 de dólares y fue rodada en su totalidad en el estado de Luisiana  al sur de los Estados Unidos.

## Reparto
- Clayne Crawford como Brick Oodie.
- Travis Fimmel como McQueen Oodie.
- Daniel Cudmore como Lincoln Oodie.
- Eva Longoria como Celeste.
- Billy Bob Thornton como Carlos
- Andre Braugher como el sheriff Henry Millard.
- Paul Wesley como Reese, agente de la ATF.
- Thomas Brodie-Sangster como Rob.